# Wat Lok Moli

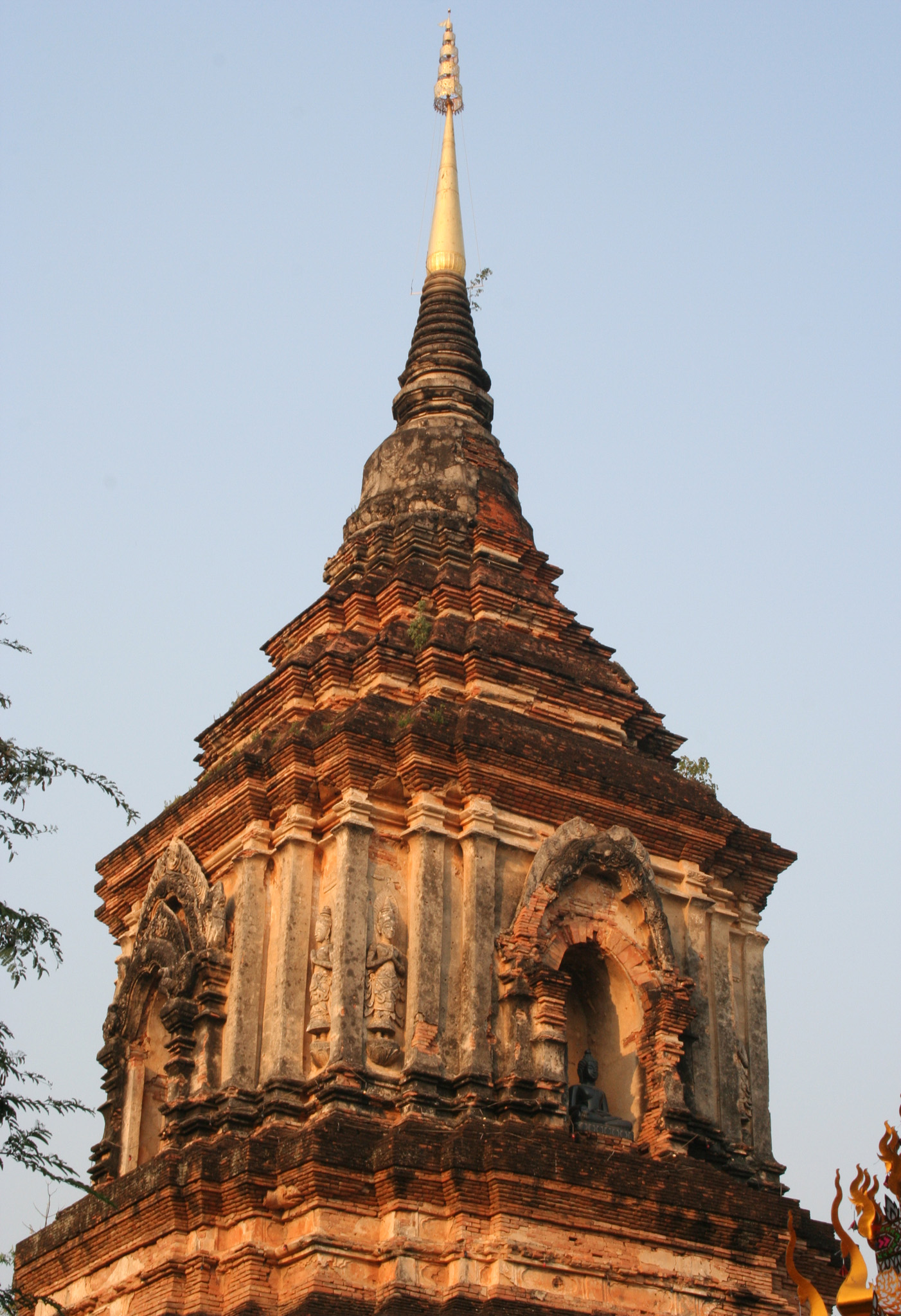
Le grand stūpa.

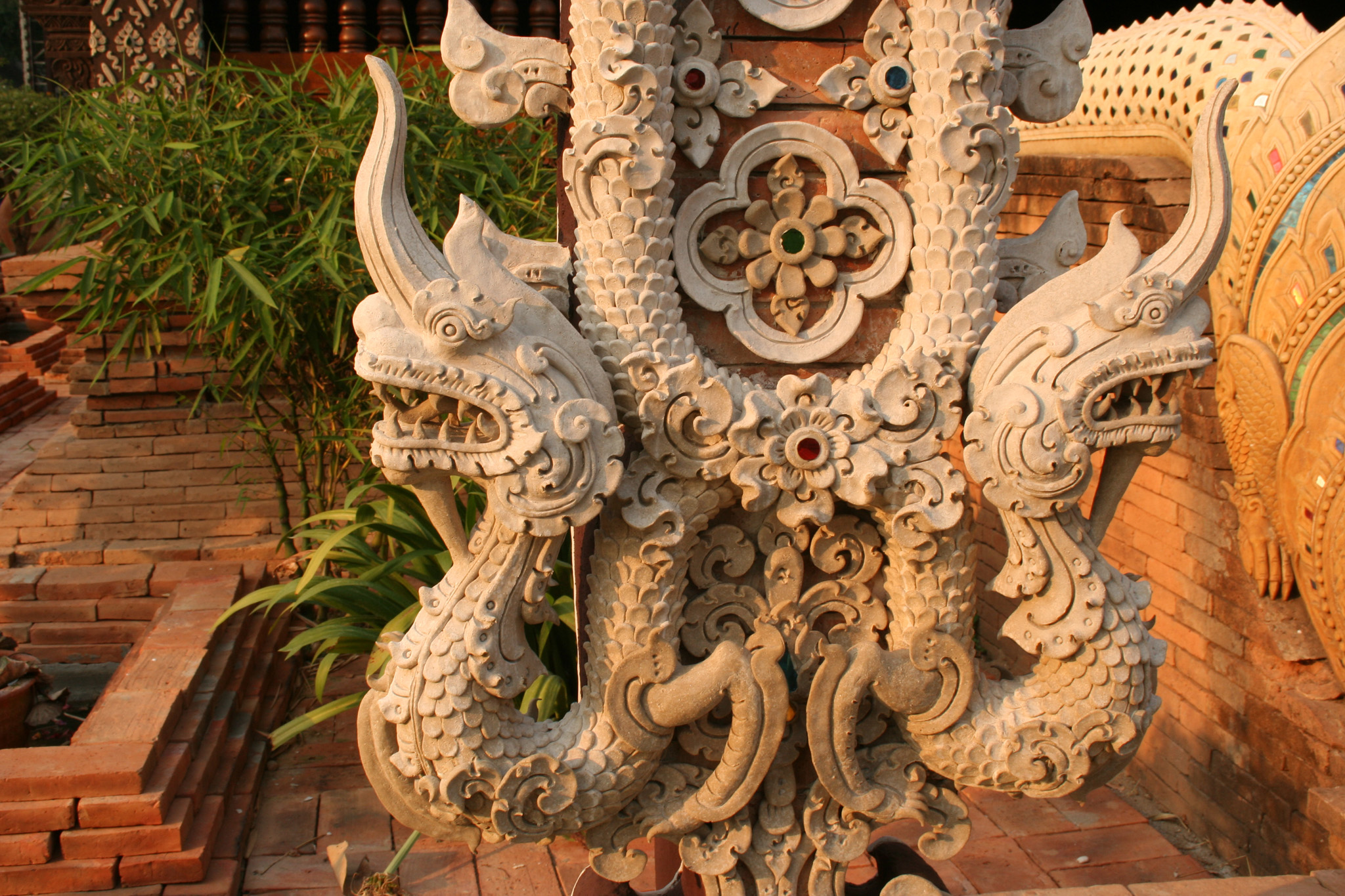
Nâgas délicatement modelés.

Le Wat Lok Moli (thaï : วัดโลกโมฬี, parfois aussi Vat Lokmoli) est un temple bouddhiste (en thaï : Wat) de Chiang Mai, dans le nord de la Thaïlande. Il est situé juste au nord de l'enceinte nord de la vieille ville, environ 400 mètres à l'ouest de la porte de Chang Phuak, et 600 mètres à l'ouest de Wat Chiang Yuen.
Sa date de fondation est inconnue, mais il est mentionné dans une charte de 1367. Le sixième roi du Lanna, Kue Na (1355-1385), invita dix bonzes de Birmanie a prêcher le bouddhisme Theravada. Ces moines furent logés dans ce temple.
En 1527, le roi Ket (aussi connu comme Mueangketklao ou Phra Kaew Muang) ordonna la construction du stūpa, et en 1545, durant son second règne, celle du viharn (salle de prière).
Les cendres de plusieurs membres de la dynastie de Lanna ont été déposées dans le temple, dont ils assuraient l'entretien.
Le grand stūpa en briques a très peu de décor, ce qui contraste avec ceux des autres temples de Chiang Mai, souvent stuqués à une époque récente. Le vihara possède des nâgas et une façade en bois finement ouvragés. Il est aligné selon un axe nord-sud — contrairement à la plupart des temples bouddhistes, qui font face au soleil levant.